# Tudor Arghezi
Tudor Arghezi (Bucarest, 21 de mayo de 1880-Bucarest, 14 de julio de 1967) fue un poeta y novelista rumano, elegido miembro de la Academia Rumana en 1955. Nacido con el nombre de Ion N. Theodorescu, solía decir que su seudónimo estaba relacionado con Argesis, el nombre en latín del río Argeş. Algunos críticos literarios afirman no obstante que podría proceder de la unión de los nombres de dos santos heréticos, "Arie" (Arrio) y "Geza" en rumano. 

## Pasos previos
El 21 de mayo de 1880 nació en Bucarest Ion N.Theodorescu, que posteriormente adoptaría el alias de Tudor Arghezi. Realizó sus primeros estudios entre 1891 y 1896 en el instituto "Sf.Sava", en la propia Bucarest.

## Carrera literaria

### Inicios de su carrera
En 1896 debutó como escritor, acusando fuertes influencias de su "maestro", el poeta Alexandru Macedonski, en la revista "Liga ortodoxa", utilizando esta vez el seudónimo de "Ion Theo". Posteriormente, entre 1901 y 1904, Arghezi estuvo como monje en Cernica, aunque ello no se debía a una vocación religiosa. De hecho, incluso años más tarde, en su novela Cimitirul Buna Vestire (El cementerio Buena Anunciación) hizo una parodia del mundo monacal.

### Viajes por Europa
Posteriormente, entre los años 1908 y 1910, viajó al extranjero. Residió durante un tiempo en París, donde estuvo temporalmente en otro monasterio, que abandonó debido a la insistencia de los monjes en que abrazase el catolicismo. Entonces se dirigió a Ginebra, donde escribió versos y asistió a cursos en la universidad. Durante este período, para poder cubrir sus necesidades básicas, trabajó en un taller de orfebrería, elaborando dientes de oro y anillos. En 1909 efectuó un viaje a Italia, aunque no se quedó allí.

### La Primera Guerra Mundial
Tras regresar en 1912 a Rumanía, publicó diversos trabajos, como poesías, panfletos y artículos de polémica en revistas como Facla, Viaţa Româneascǎ o Rampa. Al estallar la Primera Guerra Mundial, tomó partido por la neutralidad del país, haciendo propaganda por la misma, por lo que entre 1918 y 1919, una vez acabada la guerra, pasó un tiempo en prisión.

### La posguerra
Durante los años 20 y 30, Arghezi se libró a una intensa actividad creativa en el campo literario. De ese modo, en 1927 publicó su primer libro, de poesía, Cuvinte potrivite (Palabras adecuadas); en 1928 fundó y dirigió el periódico Bilete de papagal (Billetes de loro); en 1929 apareció su primer libro en prosa, Icoane de lemn (Iconos de madera); en 1931 publicó un folleto intitulado Flori de mucigai (Flores de moho), con poesías inspiradas por sus años de detención y basadas en la "estética de la fealdad" que había propuesto Baudelaire. 1929 fue también el año de sus primeras creaciones destinadas a los niños, recogidas en el libro de prosa Cartea cu jucǎrii (El libro con juguetes). En 1934 publicó la novela Ochii Maicii Domnului (Los ojos de la Virgen), sobre el amor materno y la devoción filial; en 1935 apareció el volumen de versos Versuri de searǎ (Versos de atardecer); en 1936 publicó su novela El cementerio Buena Anunciación y, finalmente, en 1939 se publicó un volumen de versos intitulado Hore.

### La Segunda Guerra Mundial
Durante los años de la Segunda Guerra Mundial, en la que Bulgaria se alió con la Alemania nazi (véase Bulgaria durante la Segunda Guerra Mundial), Arghezi prosiguió con su trabajo literario, publicando por ejemplo en 1942 la novela Lina, en realidad un largo poema en prosa, pero ya en el año 1943 fue detenido por sus panfletos en contra de las autoridades nazis presentes en Bucarest en función de la alianza de su país con el Tercer Reich. No fue liberado de su prisión hasta 1944.

### Régimen comunista
Al principio del régimen comunista que rigió su país tras la Segunda Guerra Mundial, el poeta no fue reconocido por las autoridades del nuevo régimen. Así, por ejemplo, Sorin Toma escribió sobre él un artículo titulado La poesía de la putrefacción o la putrefacción de la poesía, en alusión al libro de Karl Marx La miseria de la filosofía. Sin embargo, con posterioridad, las autoridades rumanas, con el presidente Gheorghiu-Dej a la cabeza, reconsideraron su actitud respecto de Arghezi, aunque se vio forzado a escribir poesías laudatorias del régimen, como por ejemplo 1907 - paisajes o Canto al hombre. 
Finalmente, en 1960, con ocasión de su cumpleaños, fue públicamente celebrado como poeta nacional de Rumania, recibiendo en 1965 el premio Herder.

### Fallecimiento
El 14 de julio de 1967 falleció Tudor Arghezi. Fue enterrado en el jardín de su casa, tras la celebración de un duelo nacional. Actualmente su casa es un museo consagrado a su persona y su obra, que dirigió su hija Mitzura hasta su muerte en 2015.

## Obras de Arghezi
- Cuvinte potrivite (Palabras concertadas) (1927).
- Bilete de papagal (Billetes de loro) (1928).
- Icoane de lemn (Iconos de madera) (1929).
- La puerta negra (1930).
- Flori de mucigai (Flores de moho) (1931).
- Cartea cu jucǎrii (El libro con juguetes) (1931).
- Episodios del país de Kuty (1933).
- Ochii Maicii Domnului (Los ojos de la Virgen) (1934).
- Cárticicá de seará (Libreta para la noche) (1935).
- Versuri de searǎ (Versos de atardecer) (1935).
- El cementerio Buena Anunciación (1936).
- Hore (Coros) (1939).
- Lina (1942).
- Eminescu (1943).
- Billetes de loro (1946).
- Prisaca (1948).
- Poemas de 1907 (1955).
- Páginas del pasado (1955).
- Cintare omului (Canto al hombre) (1956).
- Hojas (1961).
- Cadencias (1964).
- Versos largos (1965).
- La noche (1967).
- Icoane de lemn (Iconos de madera) (1930).
- Poarta neágrá (La puerta negra) (1931).
- Cimitirul Buna Vestire (El cementerio Buena Anunciación) (1901-1904).
- Facla (1912-1916).
- Viaţa Româneascǎ (1912-1916).
- Rampa (1912-1916).
- 1907 - paisajes (1952-1967).
- Canto al hombre (1952-1967).

## Crítica de su obra
- Pompiliu Constantinescu - Tudor Arghezi (1940)
- Şerban Cioculescu - Introducción a la lírica de Arghezi (1946)
- Tudor Vianu - Tudor Arghezi, poeta del hombre (1961)
- Dumitru Micu - La obra de Tudor Arghezi (1965)
- Nicolae Balotǎ - La obra de Tudor Arghezi (1979)
- Matei Cǎlinescu - El concepto moderno de poesía (1972)
- Dumitru Micu - Arghezi (2005)

- Datos: Q435755
- Multimedia: Tudor Arghezi / Q435755